# رقاقس إكليلي
رقاقس إكليلي (الاسم العلمي: Androsace coronata) هو نوع من النباتات يتبع جنس الرقاقس من فصيلة الربيعية.